# Mănăstirea Zamfira
Mănăstirea Zamfira, mănăstire de maici cu hramurile Înălțarea Domnului și Sfântul Ierarh Nifon, important lăcaș de cult de pe Valea Teleajănului, ctitorie a epocii fanariote.

## Amplasare
Mănăstirea este situată în lunca din stânga râului Teleajăn, pe șoseaua paralelă cu DN 1A, la proximativ 15 km de Ploiești. Din punct de vedere administrativ-teritorial se localizează pe raza comunei Lipănești, în imediata apropiere a satului Zamfira.

## Arhitectură

Mănăstirea Zamfira - panoramă

Incinta complexului monastic este de forma unui patrulater cu latura dinspre E-V cu mărimea de aproximativ 170 m, celelalte 3 laturi având dimensiuni de aproximativ 130 m. În afara acestui spațiu se găsește cimitirul vechi împrejmuit de un gard de sârmă și uluci, precum și grădinile ce țin de mănăstire.
Biserica „Sfânta Treime”, biserica veche, se află în cimitirul din afara incintei. În ziua de azi biserica, substanțial modificată față de cea din prima jumătate a secolului XVIII, are o formă trilobată, având absidele laterale octogonale (la origine rotunde) cu pereții laterali ai pridvorului mai distanțați. Inițial vechiul pridvor deschis acum sprijină acoperișul refăcut pe șase coloane din cărămidă cu capiteluri din piatră lucrate la Cluj. Pronaosul, în lungime aproximativ 2m, este prevăzut în laterale cu două ferestre având deschiderea de 1,30x0,35m cu ancadramente de piatră. Trecerea dintre pronaos și naos este marcată de doi stâlpi cu arcade simple. Naosul are o lungime de circa 2,5m până la catapeteasmă, altarul măsurând tot 2,5m. Pereții exteriori sunt simpli, zugrăviți în alb, singurul ornament care poate fi observat sunt două brâuri șablonate ce cuprind biserica, cu excepția pridvorului; primul este situat la 1m sub cornișă, iar al doilea la 1,5m sub primul. Biserica este acoperită cu tablă galvanizată. Din acoperiș crește un eșafodaj cubic de zid, iar din acesta o turlă octogonală. Pictura interioară (din cea veche nu s-a mai păstrat nici măcar amintirea), în stil neo-bizantin, este de dată recentă (terminată în 1982) și a fost executată cu măiestrie de către pictorul Mihail-Bogdan Mochulschi. Pe peretele de sud se află o încăpere cu pivniță folosită drept osuar.

## Pictura murală
În anul 1856, Nicolae Grigorescu a primit comanda pentru executarea picturilor murale de la Mănăstirea Zamfira. Lucrările de execuție au durat până în anul 1857. Nu se cunosc detalii privitoare la posibilele încercări pe care acesta le-ar fi făcut în stilul picturii monumentale. Cu toate că între pictura de icoane și cea murală există diferențe notabile în modul de abordare, analiștii operei sale au considerat că ținând cont de ceea ce a realizat la biserica din Băicoi, Mănăstirea Căldărușani și în alte icoane pe care le-a făcut, el era singurul care putea executa cel mai bine o asemenea comandă, surclasându-i de departe pe Constantin Lecca, Anton Chladek sau Gheorghe Tattarescu.

## Istoric

Mănăstirea Zamfira - Clopotnița cu poarta de intrare

Conform pisaniei vechii biserici, construcția acesteia a început probabil în a doua domnie a lui Nicolae Mavrocordat între anii 1721-1730 la inițiativa Zamfirei Apostoli, văduva bogatului comerciant Manoil (Mano) Apostoli. La moartea Zamfirei sarcina terminării lucrărilor îi revine norei acesteia Smaranda, fiica agăi Ion Bălăceanu și nepoata voievodului Șerban Cantacuzino, văduvă și ea la acea dată. La 29 iulie 1743 biserica este terminată și dată spre folosință. Inițial rolul acesteia, așa cum rezultă din pisanie, era, ori de biserică de mir a cătunului de clăcași ce slujeau pe moșiile Manoileselor, ori chiar de biserică de curte a acestora căci profesorul Victor Brătulescu află că în imediata apropiere a bisericuței, aproximativ 60m mai la nord, s-ar fi aflat și conacul ctitorilor, astăzi complet dispărut.
Chiar de la ctitorire i se dau spre folosință câteva pământuri, desigur din avutul Smarandei, iar, dintr-un document datat 17 decembrie 1776 aflăm că aici a fost numit un anume egumen Dionisie fapt ce ar duce la concluzia că la acea dată funcția de biserică de mir era schimbată în aceea de schit de călugări.
La moartea Smarandei Bălăceanu-Apostoli în 1780 biserica devine metoh al scaunului episcopal din Târgoviște. La 1832, Zamfira, cu un venit de 1800 de taleri, trece drept schit de maici și închinat mănăstirii Câmpulung, aceasta la rândul ei aparținând de scaunul Mitropoliei din București.
Cutremurele din 1802 și 1838 aduc biserica în ruină astfel încât în 1842 arhimandritul Isaia Blejoianu, făcând un inventar al bunurilor schitului, ia sub "stăpânirea sa" bunurile pentru a putea să le refacă. Interesant este faptul că din acel inventar amănunțit lipsește orice menționare cu privire la clădiri ce ar fi putut să servească drept chilii pentru călugări sau călugărițe funcția de schit a acestui lăcaș la acea dată fiind pusă sub îndoială.
Odată cu accederea ierarhică a mitropolitului Nifon (1850-1875) începe o perioadă de înflorire pentru mănăstirile și metoacele ce țineau de Mitropolia de la București. Acesta face o vizită în zonă constatând că "[...]nu se află aici nici o altă urmă care să arate că a existat aci, cândva, acel așezământ, decât o mică biserică ruinată, în părăginire[...]". Probabil tocmai această stare deplorabilă a așezământului îl decit pe mitropolit să clădească o altă biserică mai mare la 400 de pași spre nord de vechiul altar.
Noua biserică este terminată în 1858, după care încep lucrările de refacere a celei vechi și de construcție a unei clopotnițe noi. În 1860 sunt sistate lucrările fără a se mai reface turla, pridvorul și curtea, astfel încât biserica Zamfirei și Smarandei devine, ceea ce este și astăzi, un paraclis al noii ctitorii.
Cutremurele din 1940 și mai ales cel din 1977 aduc mari stricăciuni clădirilor așezământului monahal impunând o amplă campanie de refacere ce se întinde pe perioada 1977-1982 prin grija preafericitului patriarh Iustin Moisescu.